# مارسل فلدر
 مارسل فلدر (انگلیسی: Marcel Felder؛ زادهٔ ۹ ژوئیهٔ ۱۹۸۴) یک تنیس‌باز اهل اروگوئه است.